# Bataille de Hoegaarden
La bataille de  Hoegaarden, en 1013, s'inscrit dans le cadre de la politique d'extension territoriale du duché de Brabant conduite par Lambert Ier de Louvain.

## Bilan
Lambert Ier prend possession du pays de Brunengeruz.

## Sources bibliographiques
- Arnaud Legrand, Les Batailles de Hoegaarden (1013) et de Florennes (1015) : illustration des luttes d’influence en Basse-Lotharingie au début du XIe siècle, mémoire de maîtrise en études médiévales, ULg, 2011.
- Le Comté de Louvain en 1013, Connaître la Wallonie, en ligne.